# Amazon Prime
Amazon Prime és un servei de subscripció ofert per Amazon.com que ofereix als usuaris l'accés gratuït a un lliurament molt més ràpid que l'habitual (dos dies normalment o un dia en zones selectes). També ofereix streaming de vídeo / música i altres avantatges per una tarifa mensual o anual. A partir d'abril de 2017, Consumer Intelligence Research Partners estima que Prime té més de 80 milions de usuaris que paguen.

## Història

### Començaments
L'any 2005, Amazon va anunciar la creació d'Amazon Prime, una associació que ofereix enviaments de dos dies gratuïts als Estats Units, en totes les compres elegibles només per una tarifa anual plana de $ 79 (equivalent a $ 97 el 2016), així com descomptes en tarifes d'enviament d'un dia. Amazon va llançar el programa a Alemanya, Japó i el Regne Unit el 2007; a França (com "Amazon Premium") el 2008, a Itàlia el 2011, a Canadà el 2013, a l'Índia al juliol de 2016 i a Mèxic al març de 2017.

### 2012 - present
L'afiliació a Amazon Prime a Alemanya, el Regne Unit, l'Índia i els Estats Units també proporciona Amazon Video, la transmissió instantània de pel·lícules i programes de televisió seleccionats sense cap cost addicional. Al novembre de 2011, es va anunciar que els primers membres tenien accés a la Biblioteca de Préstecs dels propietaris de Kindle, que permet als usuaris la possibilitat de llegir alguns llibres electrònics Kindle de manera gratuïta al hardware de Kindle, fins a un llibre al mes i sense data de venciment.
El març de 2014, Amazon va anunciar un augment de la quota d'afiliació anual per Amazon Prime, de $ 79 a $ 99. Poc després d'aquest canvi, Amazon va anunciar Prime Music, un servei en el qual els membres podien obtenir una transmissió il·limitada i gratuïta de més d'un milió de cançons i accedir a les llistes de reproducció curated. Al novembre de 2014, Amazon va afegir Prime Photos, que permet un emmagatzematge de fotos il·limitat a Super Dinosaurio dels usuaris (encara que només alguns fitxers de fotos en cru o RAW compten com a fotografies). Amazon també va començar a oferir lliurament gratuït el mateix dia als membres de Primer a 14 àrees metropolitanes dels Estats Units al maig de 2015.
A l'abril de 2015, Amazon va començar una associació de prova amb Audi i DHL per aconseguir lliuraments directament als maleterts dels cotxes d'Audi. Aquest projecte només està disponible a la zona de Múnic (Alemanya), a alguns usuaris d'automòbils connectats amb Audi.
El 15 de juliol de 2015, per commemorar el seu vintè aniversari, Amazon va celebrar el "Dia de Prime Amazon", en el qual va anunciar que inclouria ofertes per als principals membres que competissin amb els del Black Friday. També aquest mateix mes, Amazon Prime va anunciar que signaria a Jeremy Clarkson, Richard Hammond i James May, creadors de Top Gear, una serie de la BBC, per començar a treballar en The Grand Tour, que es publicaria el 2016. El 13 de juliol de 2016, Amazon Prime va dir que els clients van fer un 60 per cent més de comandes a tot el món en "Prime Day".
El desembre de 2015, Amazon va declarar que "desenes de milions" de persones eren membres d'Amazon Prime. Amazon Prime va afegir 3 milions de membres durant la tercera setmana de desembre de 2015. També va ser durant el mes de desembre quan Amazon va anunciar la creació del programa Streaming Partners, un servei de subscripció superior que permet als subscriptors d'Amazon Prime afegir serveis de vídeo streaming addicionals als seus comptes. Entre els proveïdors de programació que participen en el programa es troben Showtime, Starz (amb continguts addicionals de la cadena germana Encore), Lifetime Movie Club (que conté títols de pel·lícules originals recents de Lifetime Television i Lifetime Movie Network), Smithsonian Earth i Qello Concerts.
El gener de 2016, Amazon Prime va arribar a 54 milions de membres segons un informe de Consumer Intelligence Research Partners. Diversos informes el gener de 2016 van dir que gairebé la meitat de totes les cases dels Estats Units són membres d'Amazon Prime.
A l'abril de 2016, Amazon va anunciar que el "lliurament al mateix dia" s'ampliaría per incloure les àrees de Charlotte, Cincinnati, Fresno, Louisville, Milwaukee, Nashville, Central de Nova Jersey, Raleigh, Richmond, Sacramento, Stockton i Tucson, augmentant a un total de 27 àrees metropolitanes.
Al setembre de 2016, Amazon va llançar un servei d'entrega per restaurant per als membres de Londres de Prime. Es va informar que la tarifa de lliurament en totes les comandes seria gratuïta per als membres del Prime amb un mínim de 15,00 €. El 30 de setembre de 2016, la filial d'Amazon Twitch va anunciar funcions premium que són exclusives per als usuaris que tenen una subscripció activa d'Amazon Prime (Twitch Prime), incloent-hi accés gratuït al servei i ofertes mensuals de videojocs i continguts complementaris.
El desembre de 2016, Amazon va començar a oferir tarifes mensual de Prime, en comptes de tarifa anual, a $ 10,99 per mes. I al mateix mes va anunciar Wickedly Prime, una línia privada de menjar i begudes a disposició dels membres de Prime.
L'any 2017, Amazon va anunciar el programa Prime Phone Exclusive, que ofereix telèfons intel·ligents seleccionats d'empreses com LG, Motorola i Nokia amb un descompte si l'usuari permetrà que Amazon mostri anuncis a la pantalla de bloqueig. I al juny Amazon també va anunciar Prime Wardrobe, un servei que permet als clients provar roba abans de pagar.
A l'octubre de 2017, Amazon.com va afegir una opció per als membres de Prime per obtenir un bloqueig intel·ligent i una càmera de seguretat d'Amazon amb instal·lació, permetent que els lliuraments de les compres es poguessin deixar a l'interior de la casa. El servei, Amazon Key, actualment està disponible per a clients als Estats Units amb codis postals selectes.

## Prime Music[33]
Prime Music és un competidor de Spotify / Google Play Music que ofereix una biblioteca de milions de cançons als membres d'Amazon Prime sense cap cost afegit. Ofereix un servei de transmissió de música com qualsevol altre plataforma de transmissió de música per tal que els membres de Amazon Prime puguin gaudir de la transmissió i la descàrrega gratuïta de música. Prime té una col·lecció de més de 2 milions de cançons disponibles per a la seva descàrrega sense publicitat. Tanmateix, si necessiteu una biblioteca de música més gran, podeu subscriure's a Amazon Music Unlimited que consta amb més de 10 milions de cançons per només $ 7.99 i $ 9.99 per a no membres de Prime.

## Prime Video[34]
El servei es va estrenar el 7 de setembre de 2006 com Amazon Unbox als Estats Units. El 4 de setembre de 2008, el servei va ser rebatejat com Amazon Video sota demanda. El nom de la Unbox encara es refereix al programa local que a partir d'Agost de 2014 ja no està disponible per descarregar vídeos instantanis comprats. El 22 de febrer de 2011, el servei es va reinterpretar com Amazon Instant Video i va afegir accés a 5.000 pel·lícules i programes de televisió per als membres d'Amazon Prime.
Article principal: Amazon Prime Video

## Prime Pantry[35]
A l'abril de 2014, Amazon va començar un servei per enviar articles de supermercats no peribles en una sola caixa per lliurar-los a canvi d'una tarifa plana. El servei està disponible als Estats Units, Regne Unit, Alemanya, Àustria, Índia, Japó, Itàlia, Espanya i França. Aquest és un servei exclusiu membre d'Amazon Prime que ajuda als subscriptors principals a comprar articles per a la llar i obtenir-los de forma ràpida. A un preu fix de $ 6, els membres d'Amazon Prime poden gaudir d'enviar una caixa de "rebost" a les seves llars. Quan compres, Amazon quantifica l'espai que cada element ocupa, de manera que podeu avaluar el nombre de caselles que necessiteu abans de marcar i enviar. Els càrrecs d'enviament plans fan que Amazon sigui una alternativa més barata a moltes altres plataformes i serveis d'enviament de queviures.

## Prime Now[37]
El desembre de 2014, Amazon va anunciar un nou benefici per als membres de Prime; a parts de Manhattan a la ciutat de Nova York, podrien obtenir productes d'Amazon en només una hora per una tarifa de $ 7,99, o en dues hores sense comissions addicionals. Hi ha 25.000 productes essencials diaris disponibles amb aquest servei de lliurament.
Al febrer de 2015, el servei es va ampliar per incloure a tot Manhattan, i a mitjans de 2016 s'havia expandit als Estats Units per incloure parts de Chicago, Miami, Baltimore, Seattle, Dallas, Atlanta, Austin, Nashville, Portland, San Antonio i Tampa. Fora dels Estats Units, s'ha expandit a Londres, Birmingham, Regne Unit. Newcastle, Manchester, Liverpool, Milà, Múnic, Berlín, París, Barcelona, Madrid, Tòquio i Singapur. Per satisfer les necessitats a petició de Prime Now, Amazon també va llançar Amazon Flex, una plataforma per als contractistes independents per oferir serveis de lliurament.